# Вулиця Доробок (Львів)
Ву́лиця Доро́бок — вулиця у Залізничному районі Львова на Левандівці. Сполучає вулиці Повітряну, Широку і Ангарну та проходить паралельно до вулиць Планерної та Вигоди. За будинком під № 55 вулиця Доробок є непроїзною, бо переривається заднім подвір'ям ліцею «Гроно». На ділянці від Широкої до гімназії вулиця асфальтована, з асфальтованими хідниками. Нумерація будинків ведеться від вулиці Повітряної.

## Історія
З 1924 року вулиця мала назву П'ястів на честь польської королівської династії П'ястів. 1933 року отримала сучасну назву. До 1993 року вулиця Темницьких була частиною вулиці Доробок, однак вони були роз'єднані гімназією «Гроно».

## Забудова
Забудова вулиці: одно- та двоповерхова садибна 1930—1960-х, багатоповерхова 1980-х, одно- та двоповерхова 2000-х років.
№ 14 — у міжвоєнний період мала фабрика газованої води Фрідмана, нині — житловий будинок. 
№ 48 — чотирнадцятиповерховий житловий будинок, споруджений у 1960-х роках як гуртожиток для працівників Львівської залізниці. 26 вересня 2002 року будинок переданий у власність територіальної громади міста Львова.

## Галерея

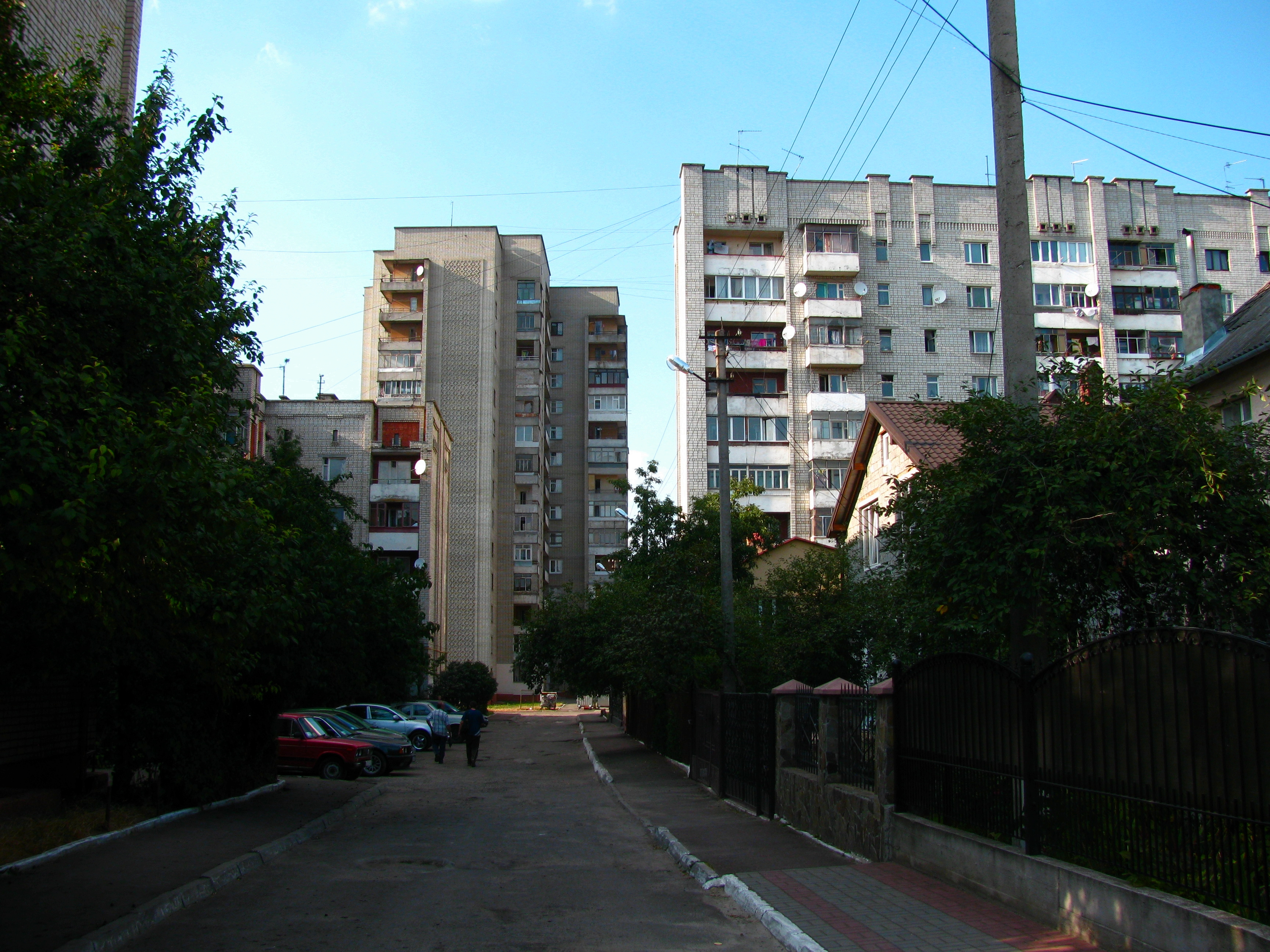
Кінець вулиці